# Swarm (série de televisão)
Swarm (prt: Swarm; bra: Enxame) é uma série de televisão estadunidense de humor ácido satírico e suspense criada por Janine Nabers e Donald Glover. O enredo segue Dre, interpretada por Dominique Fishback, uma jovem cuja obsessão por uma estrela pop toma um sombrio caminho. A série teve sua estreia mundialmente na Amazon Prime Video no dia 17 de Março de 2023 e recebeu recebeu críticas geralmente positivas dos críticos, que elogiaram a direção, a cinematografia, a trilha sonora e o equilíbrio entre sua estética brilhante e vívida e seus elementos de terror psicológico - embora a escrita tenha atraído algumas críticas. A atuação de Fishback na série foi amplamente aclamada, enquanto como atuações convidadas de Chloe Bailey e Billie Eilish também receberam elogios.

## Sinopse
A série conta a história de Dre, uma jovem obcecada por uma estrela pop (cuja obra e estética são muito semelhantes à da cantora estadunidense, Beyoncé), com uma base de fãs conhecida como "The Swarm" (semelhante à base de fãs de Beyoncé conhecidas como "Bey Hive"). O seriado é um mergulho profundo e sombrio na vida de Dre, seu fandom e como isso a leva a lugares sombrios e inesperados.

## Elenco

### Principal
- Dominique Fishback como Andrea "Dre" Greene, uma jovem cuja obsessão por Ni'Jah, uma estrela pop mundialmente famosa, a leva a um caminho sombrio e assassino pelos Estados Unidos.

### Recorrente
- Chloe Bailey como Marissa "Ris" Jackson, a irmã de Dre.

### Guest
- Damson Idris como Khalid, namorado da Marisa[12]
- Rory Culkin como Marcus, um homem que Dre conhece no clube e vai para casa com
- Karen Rodriguez como Erica, amiga e chefe de Marissa
- Paris Jackson como Hailey
- X Mayo como Cheeks
- Atkins Estimond como Reggie
- Byron Bowers como George
- Stephen Glover como Caché
- Billie Eilish como Eva
- Kate Lyn Sheil como Cricket
- Victoria Blade como Salem
- Rickey Thompson como Kenny
- Leon como Harris
- Heather Simms como Loretta Greene
- Kiersey Clemons como Rashida
- Cree Summer como Mãe de Rashida
- Norm Lewis como Pai de Rashida

Além disso, Nirine S. Brown co-estrela como Ni'Jah, uma estrela pop que Dre idolatra.

## Produção

### Desenvolvimento
Em fevereiro de 2021, Donald Glover assinou um acordo com a Amazon Studios. Um dos projetos em desenvolvimento incluía Hive, que giraria em torno de uma figura inspirada em Beyoncé, com Janine Nabers atuando como co-criadora e showrunner. Glover também é creditado como criador e produtor executivo e dirigiu o primeiro episódio..

### Escrita
Glover comparou a série a La pianiste (2001)  misturada com O Rei da Comédia (1982). Ele e Nabers queriam criar uma história com presença de anti-herói, usando Tony Soprano e Don Draper como inspirações. Malia Obama está entre os roteiristas da série. Nabers said, "Nós realmente queríamos dar a ela a oportunidade de molhar os pés na TV e ver se isso é algo que ela quer continuar fazendo."

### Elenco
Em Abril de 2022, Dominique Fishback foi anunciada como a atriz principal da série, entrando também como produtora. Glover contatou Fishback para fazer o papel da irmã do protagonista, todavia, ele o convenceu a dá-la o papel principal. A série também tem no elenco Chloe Bailey como a irmã de Dre, Marissa e Damson Idris como o namorado de Marissa.

## Episódios
| N.º na série | N.º na temp. | Título                                                            | Dirigido por   | Escrito por                                                                     | Exibição original   | Audiência (milhões) | Duração (em minutos) |
| --- | ------------ | ----------------------------------------------------------------- | -------------- | ------------------------------------------------------------------------------- | ------------------- | ------------------- | -------------------- |
| 1 | 1            | "Stung" "Ferroada" (BR)                                           | Donald Glover  | Roteiro por: Janine Nabers História por: Janine Nabers & Donald Glover          | 17 de Março de 2023 | —                   | 36                   |
| Em 2016, a retraída Andrea "Dre" Greene vive com sua irmã adotiva Marissa em Houston. Enquanto o interesse de Marissa pela estrela pop Ni'Jah diminuiu com a idade, Dre está mais obcecada por ela do que nunca. Após um incidente no trabalho, Marissa decide passar a noite com Khalid e revela seus planos de ir morar com ele. Dre tenta impedi-la contando sobre o comportamento de Khalid e tentativas de infidelidade, o que enfurece Marissa. que deixa a casa furiosa. Quando Ni'Jah lança um álbum surpresa, uma poderosa Dre vai a um clube e perde a virgindade. Ela acorda e descobre que Marissa cometeu suicídio após uma discussão com Khalid, acusando-o de traição, e os fãs de Ni'Jah no Twitter afirmam que ela fez isso por causa do novo álbum. Dre vai até a casa de Khalid e, apesar de sua clara demonstração de remorso, o mata impulsivamente em uma fúria psicótica. |              |                                                                   |                |                                                                                 |                     |                     |                      |
| 2 | 2            | "Honey" "Mel" (BR)                                                | Adamma Ebo     | Jamal Olori                                                                     | 17 de Março de 2023 | —                   | 35                   |
| Agora em 2017, Dre trabalha como stripper em Fayetteville, Tennessee, tentando encontrar Reggie Wilkins, uma das pessoas que tuitou sobre Marissa e Ni'Jah. Uma stripper com um namorado abusivo se apega a Dre que mata o namorado depois de vê-los discutir. A stripper a descobre mexendo no corpo e decide ajudar, mas Dre a mata após enterrá-lo. Um grupo de strippers pede a Dre uma carona para uma visita domiciliar. Ela teve um pneu furado no caminho de volta, mas Wilkins, um motorista de caminhão de reboque, os encontrou e se ofereceu para consertar o carro em sua casa. Dre volta para casa quando termina e o ataca. Ele leva a melhor e começa a estrangulá-la, apenas para que as strippers venham procurá-la e o matem. Ela vai embora, deixando-os com o corpo. |              |                                                                   |                |                                                                                 |                     |                     |                      |
| 3 | 3            | "Taste" "Gosto" (BR)                                              | Adamma Ebo     | Janine Nabers & Kara Brown                                                      | 17 de Março de 2023 | —                   | 30                   |
| Quatro meses depois, Dre está rastreando e matando pessoas que insultam Ni'Jah no Twitter. Ela viaja a Los Angeles e persegue seu próximo alvo, apenas para notar um homem trabalhando na festa de lançamento do novo álbum do marido de Ni'Jah. Ela o segue até em casa e o seduz, fazendo-o levá-la para a festa e trancando-o em um freezer. Ela se infiltra na festa e se aproxima de Ni'Jah, mas, oprimida, a morde e foge. |              |                                                                   |                |                                                                                 |                     |                     |                      |
| 4 | 4            | "Running Scared" "Fugindo com medo" (BR)                          | Ibra Ake       | Ibra Ake e Stephen Glover                                                       | 17 de Março de 2023 | —                   | 39                   |
| Outros quatro meses depois, Dre está dirigindo para Bonnaroo para ver Ni'Jah quando ela é seguida por um policial, apenas para ser resgatada por uma garota em um posto de gasolina. A garota a leva a um grupo de "empoderamento feminino" de mulheres brancas liderado por Eva, que gosta de Dre. Ela descobre que seu maldito carro foi limpo e seu telefone sumiu. Por meio de uma série de intensas sessões de "aconselhamento" com Eva, ela revela seu passado com Marissa e que gostou de cometer os assassinatos. Ela entra em pânico durante um ritual e tenta ir embora, mas Eva tenta manipulá-la e chantageá-la para ficar. Dre recupera seu telefone e atropela Eva, indo embora e matando uma das participantes do grupo que se agarrou ao teto de seu carro. Ela chega a Bonnaroo, mas descobre que o show já havia terminado. |              |                                                                   |                |                                                                                 |                     |                     |                      |
| 5 | 5            | "Girl, Bye" "Garota, Tchau" (BR)                                  | Ibra Ake       | Roteiro por : Janine Nabers & Malia Ann História por : Janine Nabers & Ibra Ake | 17 de Março de 2023 | —                   | 27                   |
| Um mês depois, o número de telefone de Marissa é desativado por seu pai Harris, levando Dre de volta a Houston. Ela encontra sua ex-chefa e de Marissa e inventa uma história sobre trabalhar como maquiadora da mãe de Ni'Jah. Ela invade a casa de Harris e rouba sua pistola, que usa para coagir sua esposa a ligar o número novamente. Harris, culpando Dre pelo suicídio de Marissa, tenta atirar nela com uma espingarda. Ela foge para o antigo quarto de Marissa e congela ao ver seu antigo santuário para Ni'Jah, antes de escapar por pouco pela janela. |              |                                                                   |                |                                                                                 |                     |                     |                      |
| 6 | 6            | "Fallin' Through the Cracks" "Caindo pelas brechas" (BR)          | Stephen Glover | Karen Joseph Adcock & Stephen Glover                                            | 17 de Março de 2023 | —                   | 35                   |
| O verdadeiro documentário criminal (true crime) Falling Through the Cracks segue a detetive de Memphis Loretta Greene enquanto ela investiga os assassinatos de Dre. Ela estabelece uma conexão entre as vítimas e sua antipatia por uma artista imensamente popular e influente que se supõe ser Beyoncé, remontando a Khalid. Ela encontra Dre por meio da página de Instagram de Marissa e visita a mãe de Marissa, Patricia, em Houston, que conta a Greene que Dre esfaqueou um dos amigos de Marissa quando eles eram mais jovens, o incidente que a expulsou da família. A assistente social de Dre se recusa a revelar seu passado para Greene e acusa o cineasta de querer ignorar suas próprias falhas procurando as de Dre. Greene finalmente descobre que Dre foi preso por invadir o palco durante um show de Beyoncé em Atlanta e sai para falar com ela. A filmagem da entrevista de Donald Glover é mostrada onde ele afirma que está trabalhando em um programa sobre Dre. Isso, junto com cada personagem sendo interpretado por um ator diferente, sugere que Swarm é uma recriação de eventos implícitos que aconteceram no mundo real. |              |                                                                   |                |                                                                                 |                     |                     |                      |
| 7 | 7            | "Only God Makes Happy Endings" "Só Deus cria finais felizes" (BR) | Adamma Ebo     | Janine Nabers                                                                   | 17 de Março de 2023 | —                   | 35                   |
| Em Atlanta, junho de 2018, Dre, depois de abandonar o telefone e se passar por um homem chamado Tony, vai para casa com uma estudante de graduação chamada Rashida. Quando a polícia encontra seu carro, ela começa um relacionamento com Rashida, apesar de sua forte antipatia por Ni'Jah. Ela finalmente conhece os pais de Rashida e vai morar com ela. Dre consegue ingressos para Ni'Jah em seu aniversário, levando a uma discussão que aumenta quando ela estrangula Rashida até a morte. Ela queima o corpo, mas acidentalmente deixa os ingressos no bolso de Rashida. Ela mata um cambista por seu ingresso e corre para o palco, mas Ni'Jah, que Dre imagina como Marissa, impede que seu segurança contenha Dre e a deixa falar para a multidão. Ela diz aos fãs que os ama e sai com Ni'Jah, descansando a cabeça em seu ombro em lágrimas enquanto eles entram em seu carro. |              |                                                                   |                |                                                                                 |                     |                     |                      |

## Música
Em 17 de março de 2023, a trilha sonora original foi lançada. O Extended play (EP) incluía as música de acompanhamento da série interpretada por Donald Glover e Kirby.
| N.º            | Título                                                         | Compositor(es)                                   | Produtor(es)                                | Duração |  |
| 1.             | "'Something Like That" (interpretada por Ni'jah e Kirby)"      | Donald Glover Kirby Lauryen Dockery Riley Mackin | Donald Glover                               | 3:36    |  |
| 2.             | "'Agatha" (interpretada por Ni'jah)"                           | Dockery                                          | Jeff Kleinman Teo Halm Michael Uzowuru      | 3:00    |  |
| 3.             | "'Big World" (interpretada por Ni'jah e Kirby)"                | Christopher Lloyd Dockery Michael Uzowuru        | Choker Michael Uzowuru                      | 2:40    |  |
| 4.             | "'Adventure" (interpretada por Ni'jah e Kirby)"                | Dockery                                          | Samuel Ivoko Vikas                          | 2:54    |  |
| 5.             | "'Hahaha" (interpretada por Ni'jah e Kirby)"                   | Dockery                                          | Leken                                       | 1:53    |  |
| 6.             | "'Sticky" (interpretada por Ni'jah, Kirby e Childish Gambino)" | Glover Dockery                                   | Dylan Wiggins Donald Glover Michael Uzowuru | 2:51    |  |
| Duração total: | Duração total:                                                 | Duração total:                                   | Duração total:                              | 16:58   |  |

## Lançamento
Swarm estreou em 2023 no Festival South by Southwest em 10 de Março de 2023. Todos os sete episódios foram lançados mudialmente em 17 de março de 2023, no Amazon Prime Video.

## Recepção

### Resposta da Crítica

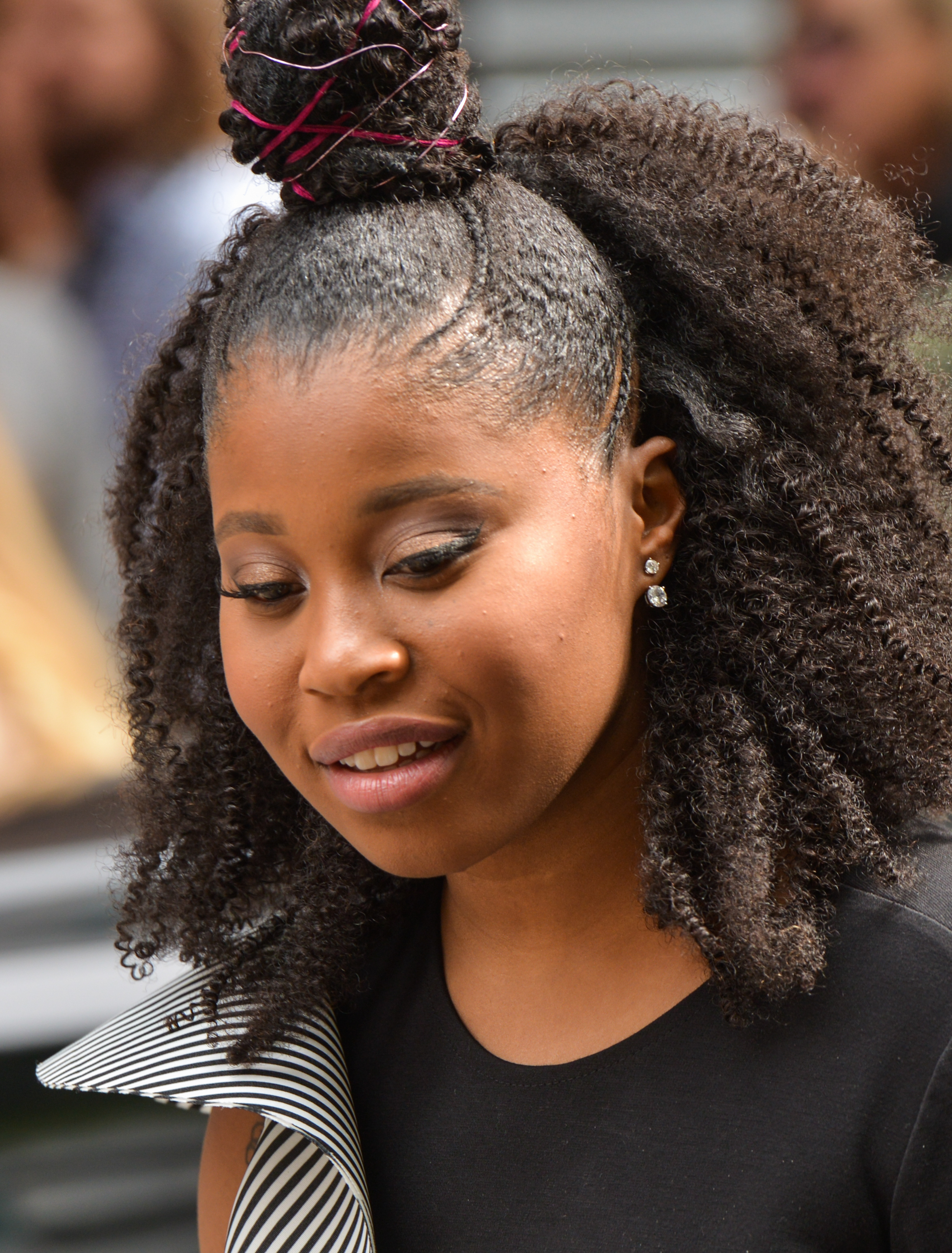
Dominique Fishback recebeu ampla aclamação por seu papel na série de televisão, com os críticos elogiando sua atuação na cena final do episódio piloto.

Swarm recebeu críticas positivas dos críticos, com a atuação de Dominique Fishback recebendo elogios onipresentes. No site agregador de resenhas, Rotten Tomatoes, a série detém um índice de aprovação de 85%, com base em 54 críticas, com nota média de 7,6/10. O consenso dos críticos do site diz: "Swarm pode ser tão desagradável quanto uma picada de vespa, mas o desempenho feroz de Dominique Fishback e as ousadas jogadas criativas dos criadores resultam em uma visão verdadeiramente subversiva do fandom tóxico." Metacritic, que usa uma média ponderada, atribuiu à série uma pontuação de 66 em 100 com base em 26 críticos, indicando "críticas geralmente favoráveis".
No RogerEbert.com, Nick Allen deu à série 3,5 de 4 estrelas, chamando-a de "provocação da cultura pop salpicada de sangue" que "se desenrola como um reflexo de um espelho de diversão muito real, porém bizarro, tópicos de tendências do passado recente. " Ele também escreveu que o episódio piloto da direção de Donald Glover foi "fantástico" e que "a sátira da série é ainda mais comovente e assistível compulsivamente por causa da dedicação de [Dominique] Fishback a cada faceta de Dre".
TVLine nomeou Fishbacka a "Artista da Semana" em 25 de março de 2023, por sua atuação no sétimo e último episódio "Only God Makes Happy Endings". O site escreveu: "Fishback consegue uma chance no centro das atenções e o tira do parque, nos surpreendendo com um retrato fascinante de um fã obsessivo que é empurrado para o limite e sai em uma matança enlouquecida. Fishback foi fenomenal o tempo todo a série, mas ela guardou o melhor para o episódio final de Swarm, mudando de forma diante de nossos olhos para nos mostrar mais uma camada para Dre.”